# Ніколай Тестеміцану
Микола Андрійович Тестеміцану (1 серпня 1927 року, село Окюл Алб, Бельцький повіт, Румунське королівство — 20 вересня 1986, Молдавська РСР) — молдавський хірург і політичний діяч. Міністр охорони здоров'я Молдавської РСР (1963—1968).

## Життєпис
Народився 1 серпня 1927 року в селі Окюл Алб Бельцького повіту Бессарабії (нині Дрокієвський район Молдови).
З 1963 по 1968 рік обіймав посаду міністра охорони здоров'я Молдавської РСР.
У 1968 році був знижений на посаді за звинуваченням у сприянні румунізації медичного персоналу, на відміну від совєцької політики русифікації.
В пам'ять про Тестеміцану була заснована медаль, перейменовано ряд вулиць. Державний університет медицини та фармакології в Кишиневі носить ім'я Миколи Тестеміцану.